# Dying to Survive
Pour plus de détails, voir Fiche technique et Distribution.
Dying to Survive (我不是药神, Wo bu shi yao shen, litt. « Je ne suis pas un dieu de la médecine ») est une comédie dramatique chinoise co-écrite et réalisée par Wen Muye, sortie le 5 juillet 2018 en Chine. Le film s'inspire de la vie de Lu Yong, un Chinois atteint de leucémie qui a organisé un trafic de médicaments bon marché contre le cancer depuis l'Inde pour 1 000 malades en 2004,. Le scénario est proche de celui du film américain Dallas Buyers Club.
Le film est premier du box-office chinois de 2018 lors de son premier week-end d'exploitation.

## Fiche technique
Sauf indication contraire, les informations mentionnées dans cette section peuvent être confirmées par la base de données cinématographiques IMDb,  présente dans la section « Liens externes ».
- Titre original : Wo bu shi yao shen
- Titre international : Dying to Survive
- Réalisation :  Wen Muye
- Scénario :  Han Jianu / Zhong Wei / Wen Muye
- Pays d'origine :  Chine
- Langue originale :
- Genre : Comédie dramatique
- Durée : 115 minutes
- Dates de sortie : 2018

## Distribution
- Xu Zheng : Cheng Yong
- Tan Zhuo : Liu Sihui
- Wang Chuanjun (en) : Lü Shouyi
- Wang Yanhui : Zhang Changlin
- Zhang Yu : Peng Hao
- Zhou Yiwei : Cao Bin
- Yang Xinmin : le pasteur Liu
- Gong Beibi (en) : Cao Ling, l'ex-femme de Cheng Yong et la sœur aînée de Cao Bin
- Keith Shillitoe
- Jia Chenfei
- Li Naiwen
- Wang Jiajia : la femme de Lü Shouyi
- Ning Hao
- Shahbaz Khan (en)